# Ультратемні галактики
Ультратемні галактики — галактики, що містять набагато менше зір і випромінюють набагато менше світла, ніж звичайні галактики. Їх маса становить від 10 до 150 мільйонів M☉, що приблизно на чотири-п'ять порядків (у 10 000 — 100 000 разів) менше, ніж аналогічний показник нашої Галактики. Вивчення розподілу ультратемних галактик показало, що щільність баріонної матерії в їх масі становить близько 1 %, що на порядок менше, ніж у середньому по Всесвіту. Це дозволяє припустити, що їх утримує разом дуже масивна структура, яка може складатися з темної матерії[джерело?].

## Кандидати у темні галактики

### HE0450-2958
HE0450-2958 є незвичним квазаром, який має багато великих червоних зсувів та поруч з яким не виявлено видимої материнської галактики. Було висунуто припущення, що це може бути темною галактикою, в якій став активним квазар. Однак подальші спостереження виявили, що можливо материнська галактика все ж існує
.

### HVC 127-41-330
HVC 127-41-330 — це високошвидкісна хмара, яка обертається між галактиками Андромеда та Трикутник. Деякі астрономи вважають її темною галактикою через швидкість її обертання та прогнозовану масу

### Хмара Сміт
Хмара Сміт є кандидатом у темні галактики через її прогнозовану масу та те, що вона пережила попередні зіткнення з Чумацьким Шляхом.

### VIRGOHI21
Вперше відкриту 2000 року, у лютому 2005 року VIRGOHI21 оголосили добрим кандидатом у справжні темні галактики. Її було виявлено в оглядах на 21-см хвилях та підозрювалось, що вона взаємодіє з галактикою NGC 4254. Ця незвичного вигляду галактика видається одним з учасників космічного зіткнення та показувала динаміку, яка відповідала темній галактиці (та не відповідну модифікованій ньютонівській динаміці). Однак подальші спостереження виявили, що VIRGOHI21 є міжзоряною газовою хмарою, викинутою з NGC 4254 при високошвидкісному зіткненні, яке були спричинено падінням зазначеної галактики у скупчення галактик у сузір'ї Діви.